# 急場
急場（きゅうば）とは、物事が差し迫ってすぐに対処しなければならない状況をいう。
その他、囲碁用語の一つとして用いられる。

## 囲碁用語の急場
特に序盤、中盤の石の根拠に関わる要点のことをいい、大場よりも優先される場合がある。また、石の競り合いの場面、模様の接点も急場と言える。とくに「石数が多く生きていないところが大きい」（苑田勇一）という格言は至言である。

### 参考図書
- 石田芳夫『目で解く大場と急場』 (ISBN 978-4416689059 誠文堂新光社　1989年)